# ファビアン・ベンコ
ファビアン・ベンコ（Fabian Benko、1998年6月5日 - ）は、ドイツ・ミュンヘン出身のプロサッカー選手。SGゾネンホフ・グロースアスパッハ所属。ポジションはMF。

## 経歴

### クラブ
クロアチア人の両親の下、ミュンヘンで生まれ育った。2005年、7歳でFCバイエルン・ミュンヘンのアカデミーに入団。アカデミーの各カテゴリーを順調にステップアップし、2015年9月に最初のプロ契約を結んだ。2015年12月、UEFAチャンピオンズリーグのディナモ・ザグレブ戦でベンチ入りし、同大会におけるクラブの最年少記録を更新した。2016年1月、アカデミーのチームメイト4人と共に、ドーハで開催されたトップチームのミドルシーズンツアーに参加した。2016年8月のDFBポカール・FCカールツァイス・イェーナ戦で途中出場しトップチームデビュー。
2018年6月5日、オーストリア・ブンデスリーガのLASKリンツにフリーで加入。

### 代表
U-17のドイツ代表歴がある。2015 FIFA U-17ワールドカップではクロアチア代表に選出されたが、最終的に辞退した。2016年9月、クロアチアサッカー協会はベンコがクロアチア代表に鞍替えすることを決断したと発表した。

## タイトル

### クラブ
バイエルン・ミュンヘン
- ブンデスリーガ: 2016–17, 2017–18
- DFLスーパーカップ : 2016-17, 2017-18